# Witte annalen
De Witte annalen is een Tibetaans geschrift dat de geschiedenis van de Tibetaanse monarchie beschrijft.
De Witte annalen werden in de eerste helft van de 20e eeuw geschreven door de Tibetaanse monnik Gendün Chöpel en is mogelijk het eerste werk in de Tibetaanse geschiedschrijving dat in lijn ligt met de manuscripten van Dunhuang.
De naam Witte annalen is afgeleid van twee eerdere historische werken uit de Tibetaanse geschiedenis: de Rode annalen uit 1346 en de Blauwe annalen uit 1476.